# Cheers!デリシャスパーティ♡プリキュア/DELICIOUS HAPPY DAYS♪
「Cheers!デリシャスパーティ♡プリキュア/DELICIOUS HAPPY DAYS♪」（チアーズ！デリシャスパーティ♡プリキュア/デリシャスハッピーデイズ）は、Machico/吉武千颯の楽曲。自身のシングルとして、マーベラスからマキシシングルで2022年3月30日に発売された。

## 概要
朝日放送テレビ（ABCテレビ）製作・テレビ朝日系列で放送のテレビアニメ『デリシャスパーティ♡プリキュア』の主題歌を収録したスプリット・シングル。いずれも担当歌手は前作『トロピカル〜ジュ!プリキュア』からの継続で、オープニングテーマの「Cheers!デリシャスパーティ♡プリキュア」はMachicoが、前期エンディングテーマの「DELICIOUS HAPPY DAYS♪」は吉武千颯がそれぞれ担当する。
前作同様DVD付属盤と通常盤の2種類が発売されており、DVD付属盤にはオープニング・エンディングのノンテロップムービーが収録されている。エンディングテーマの振り付けはCRE8BOYが担当している。また、いずれの盤にも初回限定封入特典として、スーパーアート6色印刷仕様のキャンバスブロマイドと後述のシングルリリース記念ライブの抽選申込券が、また永久特典として玩具の「つくっておせわして♡ハートキュアウォッチ」で使用可能な専用二次元コード（キュアヤムヤムからのおてがみ）とテレビシリーズの全CD商品購入特典であるCDケース「デリシャスパーティ♡ボックス（くるみ三方背）」応募券が同梱される。CDジャケットには和風のデザインを背景に3人のプリキュアが描かれている。
また、主題歌シングル発売記念のライブイベントとして2022年5月1日に東京都豊島区のharevutai（Hareza池袋内）で『デリシャスパーティ♡プリキュア』主題歌シングル購入者限定 リリース記念ライブを開催。昼夜2公演で開催され、主題歌歌手のMachicoと吉武千颯が出演した。

## 収録曲
1. Cheers!デリシャスパーティ♡プリキュア
歌：Machico
作詞：マイクスギヤマ、作曲・編曲：馬瀬みさき
  - 朝日放送テレビ・テレビ朝日系列テレビアニメ『デリシャスパーティ♡プリキュア』オープニングテーマ
  - 2022年5月24日に菓彩ゆあん・みつき役の宮田俊哉（Kis-My-Ft2）がMCを務めるニコニコ生放送『キスマイ宮田のニコ生やったってit's Alright!』第1回での企画として、宮田がこの曲をカバー（歌ってみた）した動画を披露した[7]。
  - 同年12月21日にベストアルバム『Machico♡プリキュアのうた!』が発売されることに伴いミュージックビデオが製作され、Machicoの出身地である広島県呉市で撮影された[8]。
2. DELICIOUS HAPPY DAYS♪
歌：吉武千颯
作詞：こだまさおり、作曲・編曲：ヒゲドライバー
  - 朝日放送テレビ・テレビ朝日系列テレビアニメ『デリシャスパーティ♡プリキュア』前期エンディングテーマ
  - 2022年6月5日には宮田と品田拓海役の内田雄馬によるダンス映像がプリキュア公式YouTubeチャンネルで公開されている[9]。内田によれば元々は宮田のみが踊る予定だったが、宮田の提案で内田も参加することになったという[10]。
3. Cheers!デリシャスパーティ♡プリキュア（オリジナル・メロディー入り・カラオケ／オリジナル・カラオケ）
CD+DVD盤はオリジナル・メロディー入り・カラオケ、通常盤はオリジナル・カラオケという仕様になっている。
4. DELICIOUS HAPPY DAYS♪（オリジナル・メロディー入り・カラオケ／オリジナル・カラオケ）
CD+DVD盤はオリジナル・メロディー入り・カラオケ、通常盤はオリジナル・カラオケという仕様になっている。
5. Cheers!デリシャスパーティ♡プリキュア（TVサイズ）
6. DELICIOUS HAPPY DAYS♪（TVサイズ）

### DVD（CD+DVD盤のみ同梱）
1. オープニング「Cheers!デリシャスパーティ♡プリキュア」ノンテロップ映像
2. エンディング「DELICIOUS HAPPY DAYS♪」ノンテロップ映像